# ムーサー・カーン
ムーサー・カーン（ウルドゥー語: موسی خان, Musa Khan）は、クトゥブ・シャーヒー王国の宰相および将軍。アブドゥッラー・クトゥブ・シャーに誠実に奉職した。
彼は、同王治世中の1656年におこったムガル帝国アウラングゼーブ帝との第2次ゴルコンダ攻城戦を指揮し、よくゴルコンダ要塞をもちこたえ、帝国軍の攻撃を退けている。ゴルコンダ要塞にある有名なムーサー・ブルジは、この時に彼によって建造されたものとしてよく知られている。彼は、メッカ・マスジド建設の指揮をも命ぜられている。彼は、その建設費を節約して、ゴルコンダ要塞の南東にトーリー・マスジドという壮麗なモスクを建設している。
不幸にも、晩年に陰謀に巻き込まれ、1674年に幽閉された。